# (1151) Ithaka
(1151) Ithaka est un astéroïde de la ceinture principale découvert le 8 septembre 1929 par l'astronome allemand Karl Wilhelm Reinmuth. Sa désignation provisoire était 1929 RK.
Il a été nommé d'après l'île grecque Ithaque.